# Lorenz Heeb
Lorenz Heeb (* 3. Dezember 1949 in Schaan) ist ein liechtensteinischer Politiker (VU). 

## Biografie
Heeb wuchs mit zwei Geschwistern auf. Er besuchte im Schweizer Kanton St. Gallen Lehrerseminare in Sargans und Rorschach und absolvierte dort eine Ausbildung zum Oberschullehrer. Anschliessend war er als Primar- und danach als Oberschullehrer in Vaduz tätig.
Von 1987 bis 1995 gehörte er für die Vaterländische Union dem Gemeinderat von Schaan an. Von 1993 bis 2001 war er für seine Partei Mitglied des liechtensteinischen Landtages. Erstmals im Februar 1993 gewählt, erfolgte im Oktober desselben Jahres, sowie im Jahr 1997 jeweils seine Wiederwahl. Als Landtagsabgeordneter war er Vorsitzender der Geschäftsprüfungskommission sowie Mitglied in der Finanzkommission und im Landesausschuss. Von 2005 bis 2008 war er Vorsitzender des Parteirats der Vaterländischen Union. 
Heeb ist verheiratet und hat zwei Söhne. Von 1974 bis 1982 war er Präsident des Volleyballclubs Galina Schaan. In diesem Verein war er auch als Spieler aktiv. 1998 wurde er Ehrenmitglied des Liechtensteinischen Volleyball Verbandes (LVBV).